# 노루 (가수)
노루는 대한민국의 가수겸 음악프로듀서이다.

## 활동

### 음반
- 2015년 <우린>

### 음악 프로듀서
- MBC 나는 가수다 <바이브-윤민수>
- KBS 불후의 명곡 <포맨-신용재>
- 2012 KBS 드라마 <각시탈>
- 2012 SBS 드라마 <다섯손가락>
- 2015 MBC 드라마 <화려한 유혹>
- 김종국, 김범수, 엠블랙, 나인뮤지스, 뉴이스트, 휘, 존박, 손호영 등 음반